# Singers Glen
Singers Glen es un lugar designado por el censo ubicado en el condado de Rockingham  en el estado estadounidense de Virginia. En el Censo de 2020 tenía una población de 195 habitantes y una densidad poblacional de 87,44 habitantes por km². Fue incluido como CDP en el censo de 2020.

## Geografía
Singers Glen se encuentra ubicado en las coordenadas 38°33′0″N 78°54′51″O / 38.55000, -78.91417.Según la Oficina del Censo de los Estados Unidos,  tiene una superficie total de 2,23 km², de la cual 2,22 km² corresponden a tierra firme y 0,01 km² a agua.